# Jaime Lozano

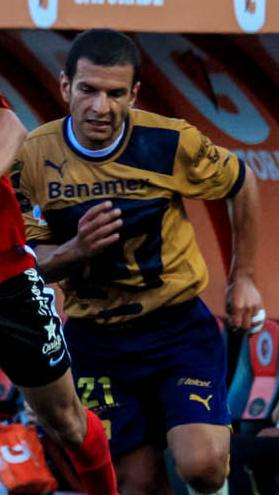
Jaime Arturo Lozano Espín

Jaime Arturo Lozano Espín (* 29. September 1978 in Mexiko-Stadt) ist ein ehemaliger mexikanischer Fußballspieler und nunmehriger -trainer, der auch unter den Spitznamen Jimmy Lozano und El Actor bekannt ist. Der zweite Spitzname rührt von seiner Herkunft aus einer Schauspielerfamilie. Lozano, der meistens im Mittelfeld zum Einsatz kommt, war ein gefürchteter Freistoßschütze mit einem starken linken Fuß. 

## Karriere im Verein
Jaime Lozano gab sein Profidebüt in der mexikanischen Primera División 1998 im Dress der UNAM Pumas, für die er bis 2001 unter Vertrag stand. In der Saison 2001/02 absolvierte er ein einjähriges Gastspiel bei Atlético Celaya, bevor er in seine Heimatstadt zurückkehrte und mit den Pumas beide Meisterschaften des Jahres 2004 – zunächst die Clausura und danach die Apertura – gewann. Danach erhielt er dort jedoch keinen neuen Vertrag und so wechselte er im Sommer 2005 zu den UANL Tigres. Doch auch dort wurde er nicht glücklich, weil man ihn schließlich aus der ersten Mannschaft nahm und in das in der zweiten Liga spielende Farmteam Tigres Los Mochis steckte. Dankbar nahm er daher im Herbst 2007 ein Angebot des CD Cruz Azul an, wodurch er nicht nur in die erste Liga zurückkehren durfte, sondern außerdem auch in die Hauptstadt, wo seine Familie und Freunde leben. 2013 beendete er seine aktive Karriere.

## Nationalmannschaft
Das Panini-Sammelbild mit der Nummer 253 zur Fußball-Weltmeisterschaft 2006 in Deutschland beweist: Lozano, der schon in den WM-Qualifikationsspielen mitgewirkt hatte, galt als heißer Anwärter für die Berufung in den WM-Kader der mexikanischen Nationalmannschaft. Doch schwache Leistungen im Vorfeld des Turniers führten schließlich dazu, dass er die WM nur vom heimischen Bildschirm aus miterleben durfte.
Lozano ist seit 2019 Trainer der U23-Nationalmannschaft und betreut das Team auch im Rahmen der Olympischen Sommerspiele 2020.

## Titel
- Mexikanischer Meister: Clausura 2004, Apertura 2004 (beide mit UNAM Pumas)

| Personendaten    | Personendaten                                                               |
| ---------------- | --------------------------------------------------------------------------- |
| NAME             | Lozano, Jaime                                                               |
| ALTERNATIVNAMEN  | Lozano Espín, Jaime Arturo; Lozano, Jimmy (Spitzname); El Actor (Spitzname) |
| KURZBESCHREIBUNG | mexikanischer Fußballspieler                                                |
| GEBURTSDATUM     | 29. September 1978                                                          |
| GEBURTSORT       | Mexiko-Stadt                                                                |